# Église Saint-Michel de Franceville
L'église Saint-Michel de Franceville, située dans l'actuel quartier d'El Omrane à Tunis en Tunisie, est une église catholique construite en 1949 à l'époque du protectorat français. Cédée au gouvernement tunisien en 1964, elle abrite de nos jours l'Institut supérieur d'art dramatique de Tunis.

## Construction de l'église

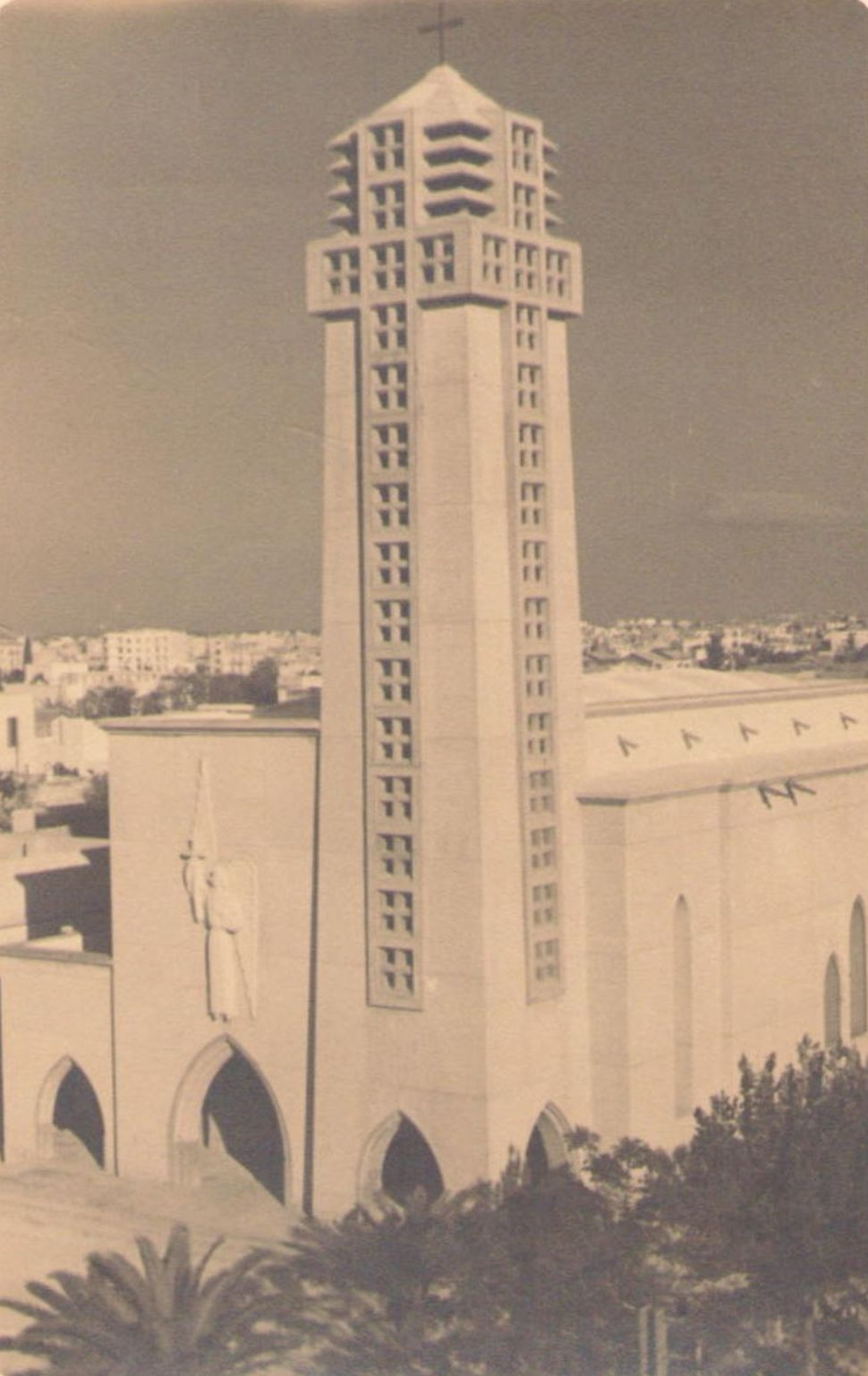
Vue de l'église dans les années 1950.

La création par la société Franceville d'un centre de colonisation est à l'origine de la naissance de la ville et de son nom. Lors de la division de ce domaine en parcelles en 1923, deux de celles-ci sont réservées pour l'édification d'une chapelle et de son presbytère. Si les archives gardent la trace d'un appel aux dons des fidèles pour construire ce lieu de culte, on n'a aucune trace de son emplacement, ni de sa date de construction.
L'augmentation de la population européenne de la ville justifie qu'elle soit érigée en paroisse le 7 novembre 1940. Un nouvel appel aux dons est alors lancé pour construire une église suffisamment vaste pour rassembler les fidèles et un terrain d'une superficie de quatre ares 23 centiares est acheté par le diocèse à la Société d'habitations à bon marché.
La première pierre est posée en 1941 mais l'insuffisance des financements explique que la construction de l'édifice se fasse par tranches. Si les dons des paroissiens se montent à un million de francs, la résidence générale accorde également une subvention en 1941 et en 1947 pour un montant de 200 000 francs. Même la famille beylicale participe financièrement à l'occasion d'un concert de soutien en 1944. Pour encourager les bonnes volontés, les noms des membres fondateurs (avec un don supérieur à 1 000 francs) et des membres bienfaiteurs (avec un don supérieur à 500 francs) sont inscrits sur les parois de l'église.
Le chantier n'est achevé qu'en 1949. Le 11 avril 1948, les trois cloches sont mises en place et portent les noms de Vérité, Justice et Charité. Le 6 novembre 1949, les vitraux, commandés au maître-verrier Montfollet, sont inaugurés. Devant l'incompréhension des fidèles présents, leur concepteur doit expliquer leur signification ; celui du milieu avec un lys représente l'Amour et la Charité tandis, que sur un autre vitrail, un cierge symbolise la Vierge Marie. Les noms de certains donateurs sont toujours visibles sur les vitraux.

## Architecture de l'édifice
Les travaux ont été réalisés par l'entrepreneur Nicosio Vivona d'après des plans de l'architecte René Moyen. Comme beaucoup d'édifices de cette époque, le béton armé est largement employé en remplacement des pierres de taille généralement utilisées auparavant dans les constructions d'églises.
L'église est constituée de trois nefs séparées par deux grands arcs en béton armé. On accède à chacune de ces nefs par une porte encastrée dans un encadrement en forme d'arc ogival, la porte centrale étant la plus grande. La façade est ornée d'une statue représentant l'archange saint Michel brandissant une croix latine. Un clocher, dont la section carrée diminue avec la hauteur, surplombe la nef droite. Chaque face de cette tour est percée jusqu'au sommet par un bandeau de claustras formés de quatre carrés fermés par des plaques de verre. Sa partie supérieure est équipée d'abat-sons superposés prenant ainsi la forme d'une tente.
Les murs sont construits en béton armé sur un soubassement en pierres de taille. La façade latérale droite est percée d'une haute fenêtre à baie ogivale unique et d'une rosace composée de cinq baies géminées. La façade latérale gauche présente la même rosace mais la haute fenêtre est remplacée par une fenêtre à deux baies jumelées.
Le narthex à l'entrée de l'église est également séparé des nefs par des arcs ogivaux en béton armé. C'est également ce matériau qui est utilisé pour la construction de la voûte en berceau de la nef centrale. L'abside de forme rectangulaire est orné d'une grande croix latine.

## Bâtiment après l'indépendance
Un recensement de 1952 révèle que la paroisse de Franceville compte 2 500 catholiques dont 406 sont pratiquants. Quatre ans plus tard, l'indépendance de la Tunisie provoque le départ de nombreux Européens. Cela n'empêche pas l'archevêque de Carthage, Mgr Maurice Perrin, d'inaugurer le nouvel harmonium électrique le 16 février 1958. Mais il ne reste déjà plus à cette époque que 160 familles sur les 700 qui peuplaient la paroisse en 1954.
|      | Baptêmes | Mariages | Sépultures |
| ---- | -------- | -------- | ---------- |
| 1953 | 62       | 20       | 15         |
| 1954 | 66       | 13       | 18         |
| 1955 | 61       | 22       | 15         |
| 1956 | 50       | 17       | 20         |
| 1957 | 54       | 15       | 9          |
| 1958 | 23       | 10       | 9          |

L'église est finalement fermée à l'occasion du modus vivendi signé entre le gouvernement tunisien et le Vatican le 10 juillet 1964. Le bâtiment est cédé gratuitement avec l'assurance qu'il ne sera utilisé qu'à des fins d'intérêt public compatibles avec son ancienne destination.
Il abrite désormais l'Institut supérieur d'art dramatique de Tunis. La statue de l'archange saint Michel a disparu, remplacée par des fenêtres, mais le reste du bâtiment a été à peu près préservé. Même les cloches sont toujours en place.
Le 22 janvier 2024, un arrêté en fait un monument classé.

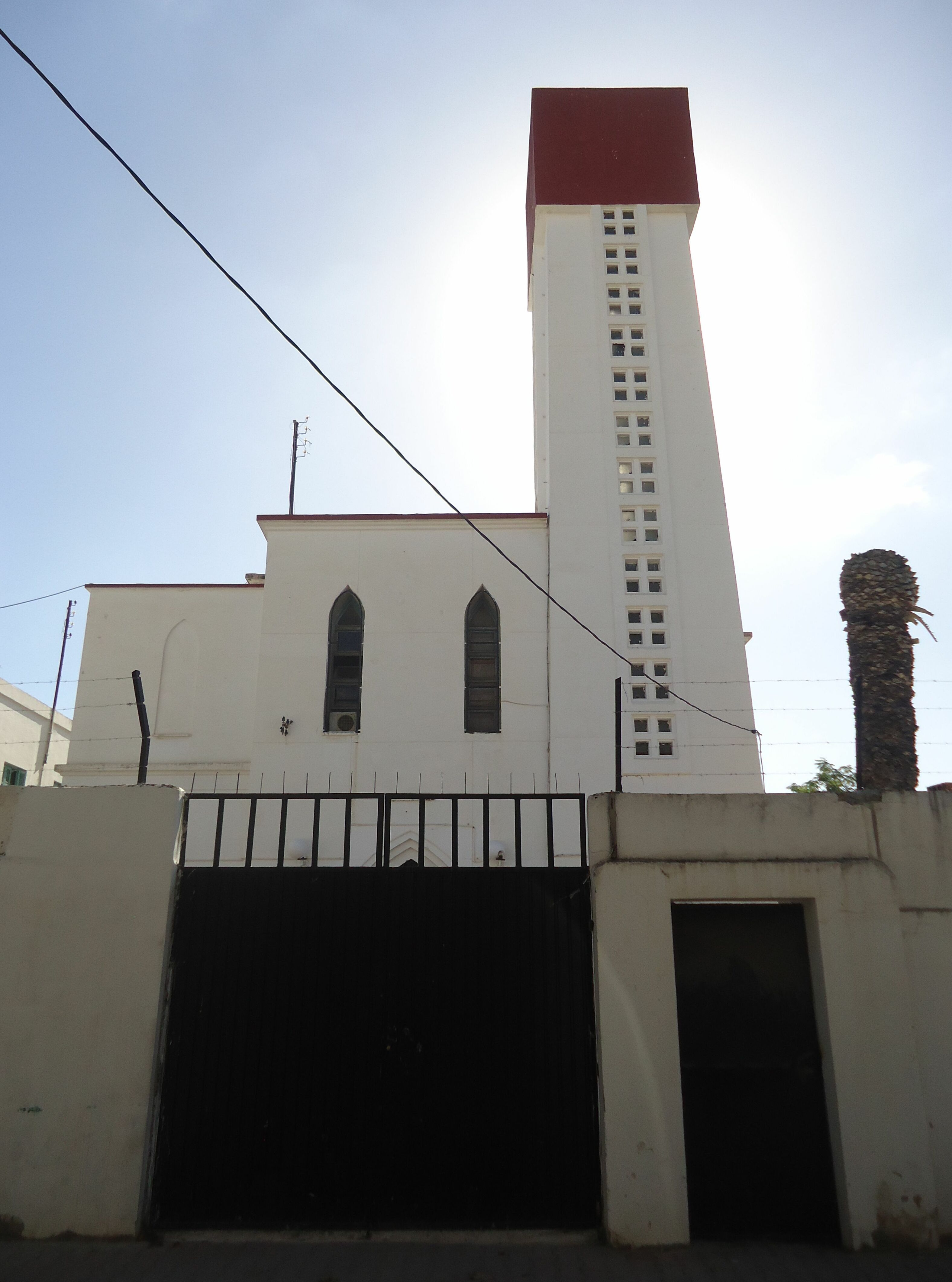
Entrée principale côté nord-ouest.
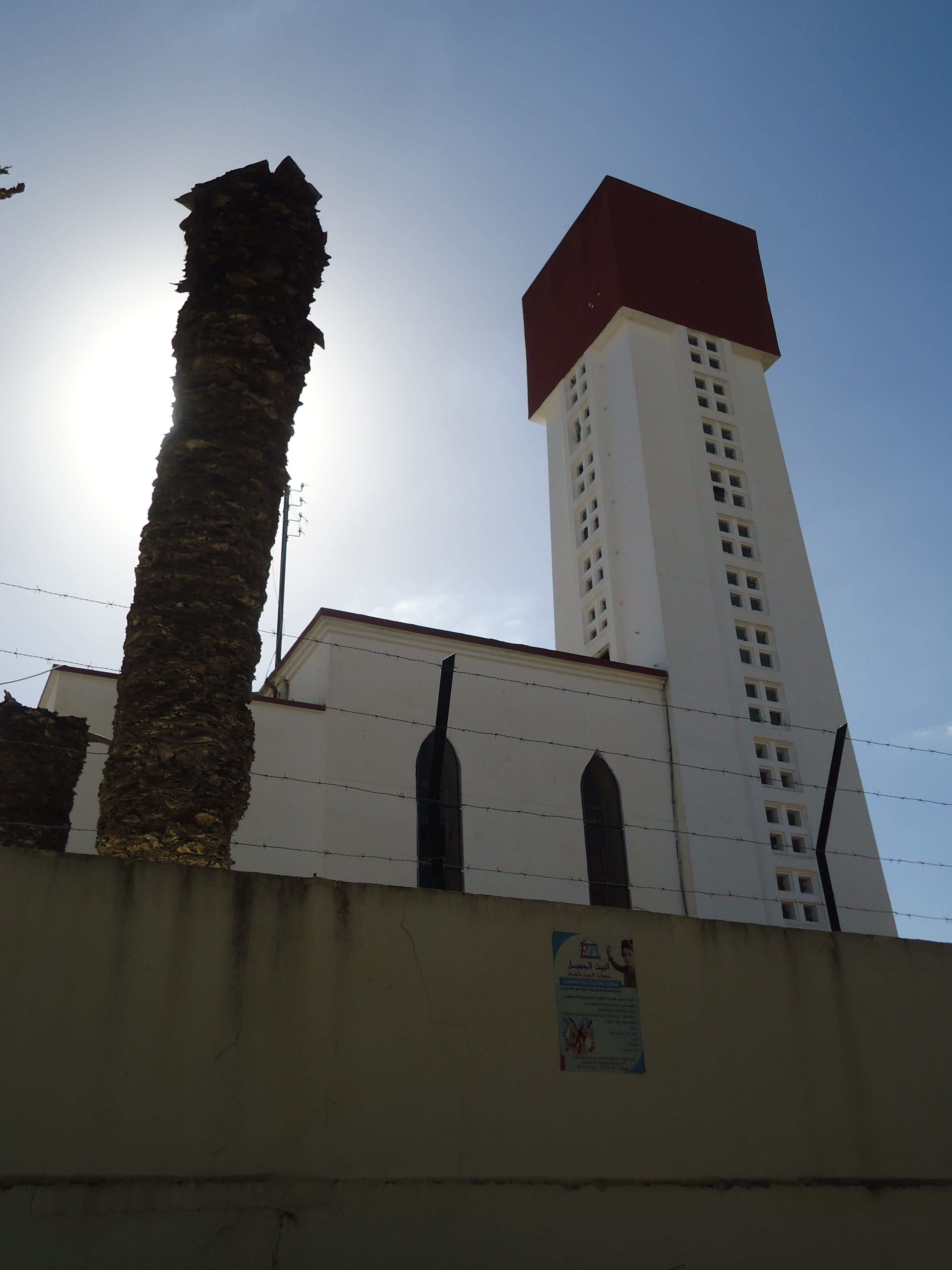
Façade nord-ouest.
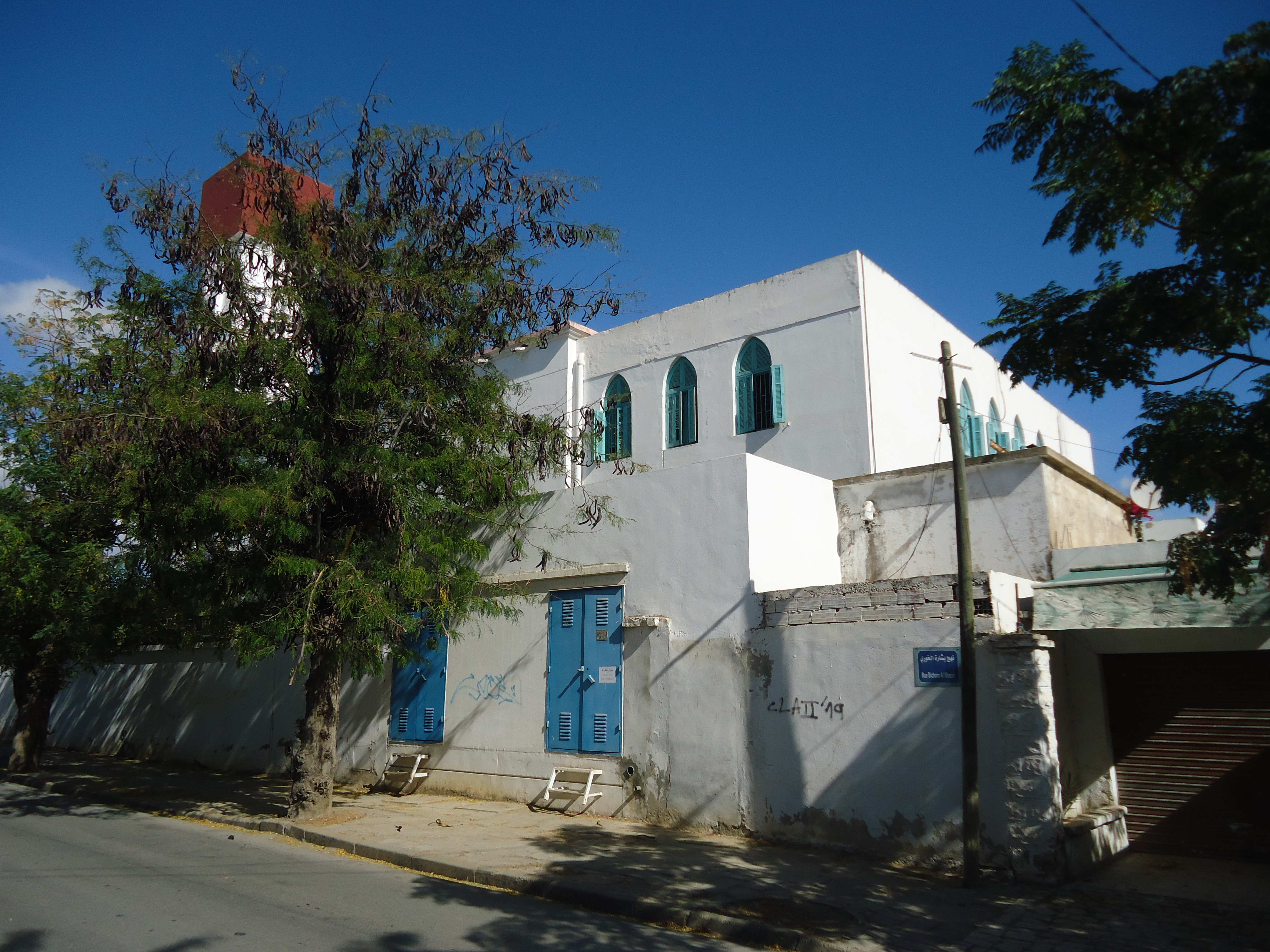
Façade sud-ouest.
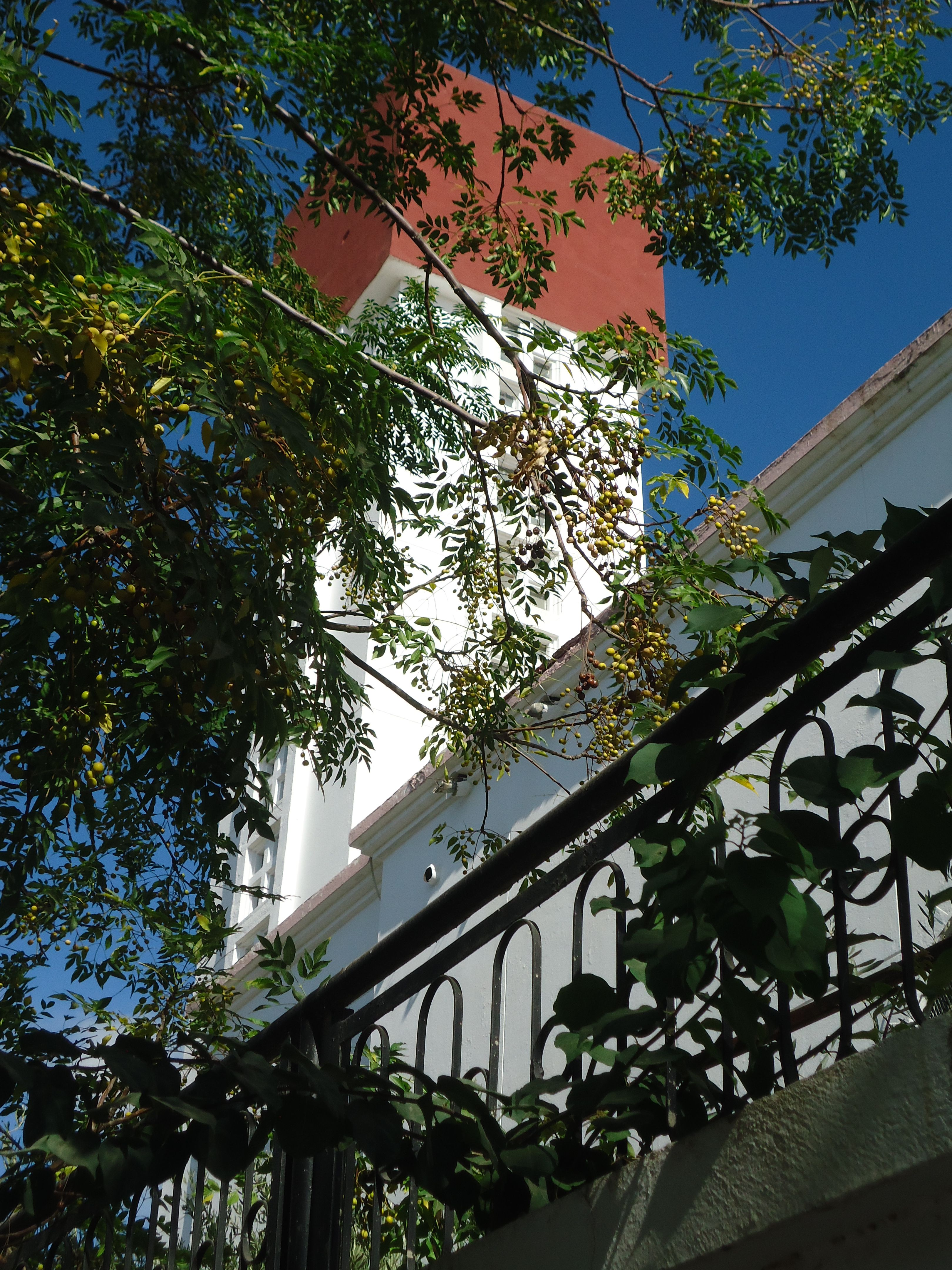
Clocher vu du sud-ouest.

## Curés de la paroisse
- Abbé Abéla (1940-1948) ;
- Abbé Rost (1948-1964).